# Quintorigo
I Quintorigo sono un gruppo musicale italiano attivo dal 1992 e originario della Romagna.

## Storia del gruppo
I Quintorigo si formano nel 1992. Fin dall'inizio la loro musica, fortemente sperimentale, fonde jazz, classica, rock e pop. Il gruppo inizia la propria attività proponendo dal vivo un repertorio fatto di cover di artisti di diversa estrazione musicale (Miles Davis, Jimi Hendrix, Nirvana). Il primo disco (autoprodotto) è l'album promozionale Dietro le quinte (1998).
Nel 1998 si classificano primi all'Accademia della Canzone di Sanremo: è il prologo alla loro partecipazione al Festival di Sanremo 1999, durante il quale si fanno conoscere al grande pubblico con Rospo. Al festival della canzone italiana si aggiudicano il Premio della Critica nella sezione “nuove proposte” e quello della Giuria di qualità quale “miglior arrangiamento”. Lo stesso anno grazie a Rospo vincono la Targa Tenco per la miglior opera prima. Nella cerimonia di premiazione suonano con Franco Battiato rivisitando il suo brano L'animale.
Il 1º maggio 1999 partecipano al Concerto del Primo Maggio, in Piazza San Giovanni, a Roma, suonando alcuni brani del loro album Rospo.
Nel settembre 2000 pubblicano Grigio, che conferma come il gruppo sia bravo ad affrontare diversi generi (sono presenti la cover di Highway Star dei Deep Purple e degli omaggi a Paolo Conte).
Si presentano nuovamente a Sanremo nel 2001, con Bentivoglio Angelina (inserita nella ristampa di Grigio). Con questo brano ottengono il Premio della Giuria di qualità per il “miglior arrangiamento”.
Tra il 2001 e il 2002 si esibiscono dal vivo in una serie di concerti e partecipando a diversi festival, tra cui il Brand: new Tour, gli Italian Music Award (con Carmen Consoli), e al Concerto del Primo Maggio 2001.
Realizzano anche la colonna sonora del film La forza del passato (2002), diretto da Piergiorgio Gay.
Alla fine del 2002 il gruppo rientra in studio a Rimini per registrare In cattività (marzo 2003), nel quale si accostano anche alla musica elettronica. Tra gli ospiti del disco vi sono Ivano Fossati e un'orchestra di 60 elementi, l'Orchestra Sinfonica “Mihail Jora” di Bacau (Romania) e la Banda di Massamalata (che partecipa al brano U.S.A. e getta).
Dopo due anni di pausa, nel 2005, a seguito di divergenze artistiche e personali, John De Leo (voce) si separa dal gruppo. Da qui il gruppo si dedica ad un progetto su Charles Mingus (Quintorigo Play Mingus) con la voce femminile della cantante bolognese Luisa Cottifogli (già collaboratrice di Ivano Fossati e Lucio Dalla e interprete di lirica, teatro e jazz). 
Nel 2006 con la nuova cantante viene pubblicato l'album Il cannone, che dà l'avvio ad un nuovo percorso dal lato onirico e introverso rispetto al passato.
Fra le altre collaborazioni del gruppo, oltre a quelle già citate, vi sono quelle con Roberto Gatto, Enrico Rava e Antonello Salis.
Sul finire del 2009 Luisa Cottifogli lascia il gruppo ed il progetto live dedicato a Mingus acquista spessore con l'entrata in scena di Maria Pia De Vito (vincitrice del Top Jazz 2009)
Dal 2008 inizia la collaborazione con il cantante Luca Sapio, con il quale il gruppo nel 2011 pubblica l'album English Garden interamente cantato in inglese, con la partecipazione dell'attrice e cantante statunitense Juliette Lewis.
Nel giugno 2012 partono con una nuova tournée ed un nuovo progetto dedicato a Jimi Hendrix. Il nuovo cantante che li accompagna dal vivo è Moris Pradella (che collabora anche con il cantante italiano Mario Biondi, nel ruolo di corista).
Il 27 novembre 2012, per il settantesimo anniversario della nascita di Jimi Hendrix, è stato pubblicato il nuovo disco che si intitola Quintorigo Experience per l'etichetta Métro/Self. A questo album partecipano, tra gli altri, i cantanti Moris Pradella, Eric Mingus e Vincenzo Vasi (impegnato anche al theremin), oltre che i musicisti Antonio Bianchi e Michele Francesconi.
Il 12 luglio 2013, nel corso dell'Experience Tour si avvalgono della collaborazione, nella loro esibizione dal vivo presso la Corte degli Agostiniani a Rimini, del trombettista jazz Paolo Fresu.
Il 24 ottobre 2013 aprono, presso il Kulturni Dom di Gorizia, la 16ª edizione del Festival “Jazz&Wine of Peace 2013”, presentando al pubblico goriziano il loro ormai consolidato progetto su Jimi Hendrix.
Il 1º maggio 2014, al Teatro Diego Fabbri di Forlì, fanno registrare il tutto esaurito, in occasione dello spettacolo “Trilogy”, realizzato con il batterista Roberto Gatto, l'Italian Jazz Orchestra e l'orchestra “Maderna”, con musiche di Frank Zappa, Jimi Hendrix e Charles Mingus. La direzione musicale è affidata a Fabio Petretti.
Vantano tre partecipazioni ad Umbria Jazz: nel 2010, nell'edizione invernale di Orvieto, presentando Play Mingus accompagnati da Maria Pia De Vito, nel 2012, con Quintorigo Experience, sempre a Orvieto (avvalendosi, peraltro, della partecipazione del cantante statunitense Eric Mingus), e nel 2013, ancora con quest'ultimo, ma nella kermesse estiva, al fianco dei grandi nomi del jazz mondiale, a Perugia.
A maggio 2015, esce il loro lavoro discografico dedicato a Frank Zappa (Around Zappa), nato dalla collaborazione con il batterista Roberto Gatto, dove si ritrova ancora una volta il cantante Moris Pradella.
Nel 2018 esce il doppio album Opposites; mentre, nel 2022, pubblicano Play Mingus, vol.2, nel quale vengono arrangiati altri celebri brani del contrabbassista e compositore Charles Mingus.
A dicembre 2024 e gennaio 2025 è previsto il "Rospo Tour" a venticinque anni dalla pubblicazione dell'omonimo album: per l'occasione i Quintorigo torneranno sul palco con John De Leo in una serie di concerti speciali; le prime tre date (Milano 1 dicembre, Bologna 8 dicembre, Roma 15 dicembre) hanno fatto registrare in pochi giorni il tutto esaurito.

## Stile
Il gruppo propone, e dispone, un'originale commistione di suoni e generi musicali: musica classica, rock, jazz, musica da camera, reggae, funky, progressive e blues, in un continuo gioco tra musica e voce nei quali gli esecutori dimostrano versatilità ed elevate competenze e capacità musicali.
All'originale risultato finale concorrono archi e sassofoni, usati in maniera decisa e allo stesso tempo melodica, uniti alla voce che spazia sulle più diverse timbriche.

## Formazione

### Formazione attuale
- Andrea Costa (Cesena 7 gennaio 1971) - violino
- Gionata Costa (Cesena 28 agosto 1973) - violoncello
- Stefano Ricci (Fusignano 12 novembre 1968) - contrabbasso
- Valentino Bianchi (Cesena 28 novembre 1974) - sassofoni
- Alessio Velliscig (Gemona del Friuli 13 agosto 1985) - voce

### Ex componenti
- John De Leo (Lugo, 27 maggio 1970) - voce, si separa dal gruppo nel 2005;
- Luisa Cottifogli (Ravenna, 20 aprile 1974) - voce, esce dal gruppo nel 2009.
- Luca Sapio (Roma, 22 aprile 1975) - voce, esce dal gruppo nel 2012

### Collaboratori
- Moris Pradella - voce
- Roberto Gatto - batteria
- Christian Capiozzo - batteria
- Antonello Salis - fisarmonica
- Maria Pia DeVito - voce
- Gabriele Mirabassi - clarinetto

## Discografia

### Album in studio
- 1998 - Dietro le quinte
- 1999 - Rospo
- 2000 - Grigio
- 2003 - In cattività
- 2006 - Il cannone
- 2008 - Quinto - Play Mingus
- 2011 - English Garden
- 2012 - Quintorigo Experience
- 2015 - Around Zappa
- 2018 - Opposites
- 2022 - Play Mingus, vol.2

### Singoli
- 1998 - Kristo, sí!
- 2001 - Bentivoglio Angelina
- 2006 - Redemption Song
- 2006 - Quinto

### Dal vivo
- 2004 - Nel vivo (allegato alla rivista Mucchio Extra nº 12, inverno 2004)
- 2015 - Around Zappa (DVD, dal vivo al Blue note, Milano)

### Raccolte
- 2008 - Le origini

## Riconoscimenti
Forti di una solida preparazione tecnica (sono tutti ex studenti di conservatorio) e di una lunga esperienza live, possono vantare nel loro palmarès:
- Primo posto ad Arezzo Wave 1998
- Premio della Critica e Premio come Miglior Arrangiamento Festival di Sanremo 1999
- Targa Tenco '99 come miglior opera prima
- Premio per il Miglior Arrangiamento al Festival di Sanremo 2001
- L'album Quintorigo play Mingus, dedicato al celebre contrabbassista americano Charles Mingus, è stato scelto dal mensile specializzato Musica Jazz come miglior album del 2008.